# Епіметей (супутник)
Епіметей (лат. Epimetheus, грец. Επιμηθεύς) — сьомий за віддаленістю від планети супутник Сатурна. Відкритий 18 грудня 1966 року.
15 грудня 1966 року французький астроном Одуен Дольфюс спостерігав супутник Сатурна, який він назвав Янусом. У тому ж місяці (три дні по тому) Річард Вокер також спостерігав об'єкт на тій самій орбіті. У той момент вважалося, що це один і той же супутник. Але через 12 років у жовтні 1978 року Стівен М. Ларсон і Джон Фунтейн відкрили, що насправді це два об'єкти, які рухаються по дуже близьких орбітах. Це було підтверджено даними «Вояджера-1». Янус справді виявився «дволиким». У 1983 році супутнику була присвоєна назва «Епіметей».

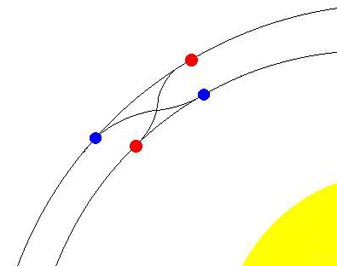
Взаємодія Епіметея і Януса.

Відстань між орбітами супутників становить лише 50 км — істотно менше їх розмірів. У 1997 році астрофізики Лора Бетт і Пол Дервіз з Університету Маямі розрахували траєкторію руху унікальної пари супутників. Епіметей і Янус рухаються по своїх орбітах незалежно один від одного до того часу, поки внутрішній супутник не починає доганяти зовнішнього. При цьому під дією гравітаційних сил Епіметей виштовхується на вищу орбіту, а Янус переходить на ближчу до Сатурна, тобто вони міняються місцями. Цей маневр здійснюється приблизно один раз на чотири роки. Скоріш за все обидва супутники в минулому складали єдине ціле і на ранньому етапі формування системи Сатурна розділилися на два супутники.
У грецькій міфології Епіметей — син титана Япета, брат Атласа і Прометея, чоловік Пандори.

## Див. також

Епіметей (вгорі) і Титан.